# Nogo Doni
Nogo Doni is een bestuurslaag in het regentschap Lembata van de provincie Oost-Nusa Tenggara, Indonesië. Nogo Doni telt 158 inwoners (volkstelling 2010).